# Challenger de Bérgamo 2021
El torneo Trofeo Faip–Perrel 2021 fue un torneo de tenis perteneció al ATP Challenger Tour 2021 en la categoría Challenger 80. Se trató de la 16.ª edición, el torneo tuvo lugar en la ciudad de Bérgamo (Italia), desde el 1 hasta el 7 de noviembre de 2021 sobre pista dura bajo techo.

## Jugadores participantes del cuadro de individuales
| Favorito | País                            | Jugador          | Rank1 | Posición en el torneo |
| -------- | ------------------------------- | ---------------- | ----- | --------------------- |
| 1        | Bandera de Eslovaquia           | Alex Molčan      | 114   | Semifinales           |
| 2        | Bandera de Austria              | Dennis Novak     | 116   | Cuartos de final      |
| 3        | Bandera de Dinamarca            | Holger Rune      | 121   | CAMPEÓN               |
| 4        | Bandera de Moldavia             | Radu Albot       | 123   | Segunda ronda         |
| 5        | Bandera del Reino Unido         | Liam Broady      | 124   | Cuartos de final      |
| 6        | Bandera de República Checa      | Zdeněk Kolář     | 138   | Cuartos de final      |
| 7        | Bandera de Serbia               | Nikola Milojević | 139   | Primera ronda         |
| 8        | Bandera de Bosnia y Herzegovina | Damir Džumhur    | 140   | Cuartos de final      |

- 1 Se ha tomado en cuenta el ranking del 25 de octubre de 2021.

### Otros participantes
Los siguientes jugadores recibieron una invitación (tenista invitado), por lo tanto ingresan directamente al cuadro principal (WC):
- Matteo Arnaldi
- Flavio Cobolli
- Luca Nardi

Los siguientes jugadores ingresan al cuadro principal tras disputar el cuadro clasificatorio (Q):
- Nerman Fatić
- Pavel Kotov
- Fábián Marozsán
- Luca Potenza

## Campeones

### Individual Masculino
- Holger Rune derrotó en la final a  Cem İlkel, 7–5, 7–6(6)

### Dobles Masculino
- Zdeněk Kolář /  Jiří Lehečka derrotaron en la final a  Lloyd Glasspool /  Harri Heliövaara, 6–4, 6–4